# CD-Extra
CD-Extra (Compact-Disc Extra — Экстра-компакт-диск) — он же Enhanced CD (Enhanced Compact-Disc — Расширенный компакт-диск) — формат CD-дисков, позволяющий хранить на одном CD-диске одновременно звуковые дорожки и дорожки с данными.

## Возможности формата
Формат звуковых дисков CD-DA (Audio CD) позволял хранить на одном диске только звуковые дорожки, что было весьма неудобно. Формат CD-EXTRA позволил решить данную проблему при помощи использования технологии мультисессионной записи дисков. На одном CD-диске теперь можно хранить одну дорожку с данными и ещё несколько звуковых дорожек. При этом такой диск можно будет без проблем воспроизводить как CD-DA на бытовом CD-плеере или компьютере, а также считывать с него данные на компьютере.

## Технология записи дисков CD-Extra
Как уже упоминалось выше, в основе дисков CD-Extra лежит технология мультисессионной записи дисков. На CD-Extra записываются 2 сессии: в первой сессии записываются одна или несколько звуковых дорожек в формате Red Book, а во второй сессии записывается дорожка с пользовательскими данными. Бытовые CD-плееры способны увидеть на мультисессионных дисках только первую сессию. Поскольку в первой сессии CD-Extra записаны звуковые дорожки, CD-плеер без проблем воспроизведёт их. А компьютерные дисководы, как правило, способны считывать многосессионные диски, соответственно, на них можно и воспроизводить звуковые дорожки диска, и считывать данные с дорожек второй сессии.
Во второй сессии данные записываются в формате Mode2/XA, поэтому проблемы чтения мультисессионных дисков на старых компьютерных дисководах CD-ROM сведены к минимуму.

## Ограничения формата
- На одном диске можно хранить до 98 аудиодорожек, вместо 99.
- Существуют очень старые дисководы CD-ROM, не поддерживающие многосессионные диски, и, соответственно, неспособные прочесть на CD-Extra вторую сессию.
- Как и на Audio CD, минимальная длительность звуковой дорожки на CD-Extra диске составляет 4 секунды.